# PBKDF2
PBKDF2 (англ. Password-Based Key Derivation Function) — стандарт формування ключа на основі пароля. Є частиною PKCS #5 v2.0 (RFC 2898). Замінив PBKDF1, який обмежував довжину породжуваного ключа 160 бітами.
PBKDF2 використовує псевдовипадкову функцію для отримання ключів. Довжина ключа, що генерується — не обмежується (хоча ефективна потужність простору ключів може бути обмежена особливостями застосовуваної псевдовипадковою функції). Використання PBKDF2 рекомендовано для нових програм і продуктів. В якості псевдовипадкової може бути обрана криптографічна хеш-функція, шифр, HMAC.

## Алгоритм
Загальний вигляд виклику PBKDF2:
{\displaystyle DK=PBKDF2(PRF,P,S,c,dkLen)}
Опції алгоритму:
- PRF — псевдовипадкова функція, з виходом довжини hLen.
- P — майстер-пароль.
- S — сіль (salt).
- c — кількість ітерацій, додатне ціле число.
- dkLen — бажана довжина ключа (не більше (2^32 — 1) * hLen).
- Вихідний параметр: DK — згенерований ключ довжини dkLen.

Хід обчислень:
1. l — кількість блоків довжини hLen в ключі (округлення вгору), r — кількість байт в останньому блоці:
{\displaystyle l=\lceil (dkLen/hLen)\rceil }
{\displaystyle r=dkLen-(l-1)*hLen}
2. Для кожного блоку застосувати функцію F з параметрами P — майстер пароль, S — сіль, c — кількість ітерацій, і номером блоку:
{\displaystyle T_{1}=F(P,S,c,1)}
{\displaystyle T_{2}=F(P,S,c,2)}
{\displaystyle ...}
{\displaystyle T_{l}=F(P,S,c,l)}
F визначена як операція xor ({\displaystyle \oplus }) над першими c ітераціями функції PRF, застосованої до паролю P і об'єднання солі S і номера блоку, записаного як 4-байтове ціле з першим msb байтом.
{\displaystyle F(P,S,c,i)=U_{1}\oplus U_{2}\oplus ...\oplus U_{c}}
{\displaystyle U_{1}=PRF(P,S||INT(i))}
{\displaystyle U_{2}=PRF(P,U_{1})}
{\displaystyle ...}
{\displaystyle U_{c}=PRF(P,U_{c-1})}
3. Об'єднання отриманих блоків становить ключ DK. Від останнього блоку береться r байт.
{\displaystyle DK=T_{1}||T_{2}||...||T_{l}<0..r-1>}

## Швидкість роботи
Одним із завдань при створенні PBKDF2 було ускладнити перебір паролів. Завдяки множині зчеплених обчислень PRF швидкість генерації ключа є невисокою. Наприклад, для WPA-PSK з параметрами:
{\displaystyle DK=PBKDF2(HMAC-SHA1,passphrase,ssid,4096,256)}
були досягнуті швидкості перебору ключів 70 одиниць в секунду для Intel Core2 і близько 1 тисячі на ПЛІС Virtex-4 FX60. Для порівняння, класичні функції хешування паролю LANMAN мають швидкість перебору близько сотень мільйонів варіантів в секунду.

## Використання

### Алгоритми
Використовується як перша і остання стадія в адаптивній криптографічній функції формування ключа на основі пароля scrypt. Дана функція була спеціально розроблена для додатків, де обчислення PBKDF2 виявляється занадто швидким.

### Системи
- Wi-Fi Protected Access (WPA і WPA2)
- Microsoft Windows Data Protection API (DPAPI)[4]
- Шифрування у форматі OpenDocument (OpenOffice.org)
- Схема шифрування AES у WinZip[5][6]
- LastPass для хешування паролів[7]
- 1Password для хешування паролів
- Apple iOS мобільна операційна система, для захисту користувача кодів і паролів доступу

### Шифрування дисків
- FileVault (macOS)[8]
- FreeOTFE (Windows і КПК)
- LUKS — Unified Linux Key Setup (Linux)
- TrueCrypt (Windows, Linux, macOS)
- VeraCrypt (Windows, Linux, macOS)
- DiskCryptor (Windows)
- Cryptographic disk (NetBSD)
- GEOM ELI модуль для ОС FreeBSD
- Шифрування softraid з OpenBSD
- EncFS (Linux) з версії v1.5.0